# Tiene la palabra
Tiene la Palabra fue un programa televisivo argentino emitido en la señal de cable de noticias Todo Noticias.

## Dinámica
Un solo invitado responde las preguntas que le formula un panel de cinco profesionales de los medios, uno de los cuales es erigido como el decano del cuerpo y su función es la de evaluar la marcha de la entrevista. El puesto del sexto integrante está reservado a un estudiante avanzado en carreras afines a la Comunicación Social. Una tribuna que representa al público, al final del programa, participa en una votación en la que se presentan dos afirmaciones acerca del personaje.

## Conductores
| Conductor               | Año           |
| ----------------------- | ------------- |
| Luis Otero              | 2003-2015     |
| Silvia Martínez Cassina | 2003-2008     |
| Lorena Maciel           | 2008-2015     |
| Luciana Geuna           | 2017-2018     |
| Daniel Malnatti         | 2017-presente |
| Roxana Vázquez          | 2018-presente |

## Cortina Musical
Tiene la palabra tiene  como tema instrumental de apertura Hamburg Break Out compuesta por David Arnold para la película de James Bond, El mañana nunca muere.

## Invitados
- Fernando Burlando
- Rolando Hanglin
- Pappo (†)
- Ronnie Arias
- Guillermo Coppola
- Raúl Castells
- Antonio Cafiero (†)
- Jorge Telerman
- Felipe Solá
- Graciela Fernández Meijide
- Ricardo Alfonsín
- Rodolfo Terragno
- Aníbal Fernández
- Margarita Stolbizer
- Nando Parrado
- Chacho Álvarez
- Aníbal Ibarra
- Daniel Filmus
- Luis D'Elía
- Gabriela Michetti
- Eduardo Menem
- Luis Zamora
- Rafael Bielsa
- Ricardo López Murphy
- Roberto Lavagna
- Carlos Heller
- Diego Capusotto
- Ricardo Mollo
- Bruno Gelber
- Lito Vitale
- Maximiliano Guerra
- Fernando Peña (†)
- Alfredo Casero
- Carlos Regazzoni
- Elsa Serrano (†)
- Cumbio
- Alejandro Dolina
- Mike Amigorena
- Miguel Bonasso
- Pepe Cibrián Campoy
- Santiago Montoya
- Sergio Denis (†)
- Carlos Salvador Bilardo
- Raúl Barboza
- Carlos Andrés Calvo
- José Sacristán
- La Hiena Barrios
- Emanuel Ginóbili
- Guillermo Cañas
- Jorge Guinzburg (†)
- Silvio Soldán
- Rodolfo Samsó
- Ricardo Montaner
- Leonor Benedetto
- Florencia de la V
- Luisa Kuliok
- Elena Roger
- Cecilia Milone
- Esther Goris
- Tigresa Acuña
- Luciana Aymar
- Catherine Fulop
- Francisco de Narváez
- Ricardo Caruso Lombardi
- Axel
- Alfredo de Angeli
- Martín Sabbatella
- Fito Páez
- Migue García
- Juan María Traverso
- Federico Luppi (†)
- Graciela Ocaña
- Elisa Carrió
- Valeria Lynch
- Pinky
- Lydia Lamaison (†)
- Moria Casán
- Natalia Oreiro
- Isabel Sarli (†)
- China Zorrilla (†)
- Guillermo Francella
- Carlitos Balá
- José María Di Paola Padre Pepe
- Chaqueño Palavecino
- Osvaldo Bayer (†)
- Nicole Neumann
- Fabiana Cantilo
- Julieta Ortega
- Juan Carlos Copes
- Ricardo La Volpe
- Sergio Batista
- Gerardo Sofovich (†)
- Iván de Pineda
- Daniel Grinbank
- Alberto Cortez (†)
- Andy Kusnetzoff
- Ludovica Squirru
- Andrea del Boca
- Dalma Maradona
- Horacio Pagani
- Jaime Torres (†)
- Daniel Santillán
- Jorge Lafauci
- Paz Martínez
- Miguel del Sel
- Amadeo Carrizo (†)
- Claudio García Satur
- Luis Brandoni
- Ángel Cappa
- Eduardo Buzzi
- Juan Carr
- Sebastián Borensztein
- Enrique Pinti
- Ricardo Darín
- Juan Darthés
- Diego Peretti
- Aníbal Pachano
- Camila Perissé
- Florentina Gómez Miranda (†)
- Arturo Puig
- Miguel Ángel Rodríguez
- Lito Cruz (†)
- Juan Carlos Mesa (†)
- José María Muscari
- Carlos Gorostiza
- Juan Cedrón
- Gustavo Santaolalla
- Rodolfo Ranni
- Fernando Bravo
- Ricardo Fort (†)
- Eleonora Cassano
- Pilar Sordo
- Estela Raval (†)
- Claudia Lapacó
- Silvia Pérez
- Darío Grandinetti
- Peteco Carabajal
- Martín Palermo
- Soledad Villamil
- Lola Ponce
- Miguel Ángel Estrella
- Pipo Pescador
- Leopoldo Federico (†)
- Juan Alberto Mateyko
- Luis Landriscina
- Donato de Santis
- Juan Carlos Saravia (†)
- Guido Gorgatti
- Selva Alemán
- Pimpinela
- Jorge Lanata
- Iñaki Urlezaga
- Johnny Allon
- Alberto de Mendoza (†)
- Renata Schussheim
- Georgina Barbarossa
- José Froilán González (†)
- Eugenia de Chikoff (†)
- Manuel García Ferré (†)
- Joaquín Furriel
- Mercedes Morán
- Cacho Castaña (†)
- Leo Dan
- Emilio Disi (†)
- Diego Torres
- Ramona Galarza
- Betty Elizalde (†)
- Hernán Piquín
- Norma Aleandro
- Víctor Bó
- Juan Pablo Geretto
- Maravilla Martínez
- Gabriel Goity
- Leonardo Sbaraglia
- Luciano Pereyra
- Francis Mallmann
- Antonio Tarragó Ros
- Eliseo Subiela
- Manuel García Ferré
- Luciana Aymar
- Soledad Silveyra
- Verónica Perdomo
- Abel Pintos
- Flavio Mendoza
- Viggo Mortensen
- Eugenia Tobal
- Fátima Florez
- Los Nocheros
- Nacha Guevara
- Juan Carlos Calabró (†)
- Sandra Mihanovich
- Eugenio Zanetti
- Miguel Bosé
- Alejandro Lerner
- Alberto Cormillot
- Jairo
- Illya Kuryaki and the Valderramas
- Carmen Flores
- Carlos Páez Vilaró
- Canela
- Jaime Bayly
- Martín Bossi
- Miguel Ángel Solá
- Mariano Iúdica
- Guido Kaczka
- Fabián Vena
- Ariel Tarico
- Maru Botana
- Horangel
- Jey Mammón (Juan Rago, n. 1976)
- Gustavo Garzón
- Rosa Montero
- Hilda Bernard
- Les Luthiers
- Patricia Sosa

- Datos: Q16640222